# La voz del tambor
La voz del tambor es una película de Argentina en blanco y negro dirigida por Constantino Ambrosioni que se estrenó el 19 de mayo de 1938 y que tuvo como protagonistas a Pedro Aguado, Nieves Jubells y Irma Oroná.

## Sinopsis
Es una película dedicada a exaltar la actividad de los scouts en la Argentina, que se realizó con la participación de integrantes de la organización de todo el país con filmaciones en San Lorenzo, provincia de Santa Fe, Iguazú, Nahuel Huapi y parques nacionales del sur.

## Reparto
- Pedro Aguado
- Nieves Jubells
- Irma Oroná
- Carlos Barry
- Francisco Fagés
- Vicente Falcone
- Tiburcio Contreras
- Cuerpo de Boy Scouts

## Comentarios
Roland en la crónica sobre el filme en el diario Crítica hizo referencia a "ese nacionalismo un poco ingenuo del aplauso a la bandera argentina y las frases altisonantes que encierran la palabra patria" y Manrupe y Portela opinan que es "una de las películas más bizarras de la historia del cine argentino, para exaltación de los seguidores de Sir Robert Baden Powell y nacionalistas fanáticos". 